# データベース言語
データベース言語（データベースげんご、英: database language）は、コンピュータのデータベースを扱うためのコンピュータ言語である。データベース言語を使うことにより、データベース利用者やアプリケーションソフトウェアは、データベースにアクセスすることができる。データベースを扱う機能のうち検索 (問い合わせ) が重要であるため、通例は（データベース）問い合わせ言語とも呼ばれる。ただしデータベース言語と問い合わせ言語は、概念的に重なる部分もあるが、同義ではない（後述）。
2008年現在、最も普及しているデータベース言語は関係データベースのデータベース言語SQLである。

## データベース言語の種類
一般に行われているデータベース言語もしくはデータベース言語要素の分類は、データ操作言語（DML）、データ定義言語（DDL）、データ制御言語（DCL）である。
データ操作言語（DML、英語: Data Manipulation Language）
対象データの検索、新規登録、更新、削除のための言語もしくは言語要素
データ定義言語（DDL、英語: Data Definition Language）
データ構造の生成、更新、削除のための言語もしくは言語要素
データ制御言語（DCL、英語: Data Control Language）
アクセス制御のための言語もしくは言語要素
普及しているデータベース言語であるSQLでは、その言語に上記のすべての言語要素が、さまざまな命令文が一つにまとめられた言語体系として、存在している。
階層型データベース IBM IMS では、データ定義言語とデータ操作言語に固有の言語（DL/Iとアセンブラマクロ）が存在する。
IMS ではデータ制御言語はオペレーティングシステム（OS）の機能により実現されている。

## 問い合わせ言語とデータベース言語
問い合わせ言語とデータベース言語の2つの概念はときどき誤って同義として扱われる。
- データベース言語の概念は普通は純粋な検索以上の機能を含む。
- 問い合わせ言語の概念はデータベース以外の領域においても使われることがある。